# Elaphoglossum simplex
Elaphoglossum simplex là một loài thực vật có mạch trong họ Lomariopsidaceae. Loài này được (Sw.) Schott ex J. Sm. mô tả khoa học đầu tiên năm 1841.